# Copepteryx
A Copepteryx a madarak (Aves) osztályának szulaalakúak (Suliformes) rendjébe, ezen belül a fosszilis Plotopteridae családjába tartozó nem.
Ezt a fosszilis madárnemet a családján keresztül, korábban a gödényalakúak (Pelecaniformes) rendjébe sorolták be, de ma már a szulaalakúakhoz vannak áthelyezve.

## Tudnivalók
A fosszilis Copepteryx-fajok röpképtelen madarak voltak, amelyek a késő oligocén idején éltek, ezelőtt 28,4—23 millió évvel; ott ahol ma Japán van. Körülbelül 5,4 millió évig maradtak fent.
A Copepteryx nemnév a görög nyelvből származik: „Kope pteryx”, melynek magyar jelentése, evező szárny. A 19. században élt Edward Drinker Cope őslénykutató csak véletlenül említi meg.
E madarak valószínűleg a vízben keresték meg a táplálékukat, életmódjuk a mai pingvinfélékéhez (Spheniscidae) lehetett hasonló. Megjelenésben a pingvinek egyik korai képviselőjével, a paleocén kori Waimanu nevű madárral mutat konvergens evolúciót.

## Rendszerezésük
Az eddigi felfedezések szerint ebbe a nembe az alábbi 2 faj tartozik:
- Copepteryx hexeris Olson & Hasegawa, 1996 - típusfaj
- Copepteryx titan Olson & Hasegawa, 1996

### Fordítás
- Ez a szócikk részben vagy egészben  a   Copepteryx című angol Wikipédia-szócikk ezen változatának fordításán alapul.  Az eredeti cikk szerkesztőit annak laptörténete sorolja fel. Ez a jelzés csupán a megfogalmazás eredetét és a szerzői jogokat jelzi, nem szolgál a cikkben szereplő információk forrásmegjelöléseként.